# Клаусон-Каас, Йенс Адольф Фридерик
Йенс Адольф Фридерик Клаусон-Каас (дат. Jens Adolph Friederich Clauson-Kaas; 16 мая 1826—1906) — датский педагог.

## Биография
Исходя из мысли, что ручной труд столь же необходим для гармонического развития человека, как и умственный, Клаусон-Каас рядом брошюр и публичных лекций во многих городах Германии, Голландии, Франции и России горячо пропагандировал свои идеи. В 1870 он основал датское общество домашних ремесел, по примеру которого образованы многие другие подобные общества. На всемирных выставках в Вене (1873) и в Париже (1878) Клаусон-Каас способствовал привлечению внимания к делу ремесленного образования. В Саксонии Клаусон-Каас в 1883 организовал несколько ремесленных школ и устроил модельные и рисовальные классы в институте слепых в Дрездене. Идеи Клаусона-Кааса отражены в его труде «О трудовых школах и поощрении рукоделия» (нем. «Ueber Arbeitsschulen und Förderung des Hausfleisses», 1881).